# Piliers d'Ashoka
Les piliers d'Ashoka sont une série de colonnes dispersées dans toute la partie nord du sous-continent indien, érigées ou du moins gravées par édit du roi maurya Ashoka pendant son règne au IIIe siècle av. J.-C.. Originellement, il devait y avoir de très nombreux piliers, mais seulement dix-neuf comportant des inscriptions gravées subsistent encore, dont six surmontés d'un chapiteau décoré d'animaux. D'une hauteur moyenne de douze à quinze mètres et pesant jusqu'à cinquante tonnes, ces piliers ont été traînés, parfois sur des centaines de kilomètres, jusqu'à l'endroit où ils ont été érigés.
Un des plus connus est celui de Sarnath, qui marque l'endroit où Siddhartha Gautama Bouddha aurait enseigné pour la première fois son dharma et marque donc le début du Sangha bouddhiste. Le chapiteau de ce pilier est devenu l'emblème national de l'Inde.

## Principaux piliers subsistants
- Sarnath, près de Bénarès (Uttar Pradesh), quatre lions, inscriptions (Chapiteau aux lions d'Ashoka)
- Sanchi, près de Bhopal (Madhya Pradesh), quatre lions
- Rampurva, Champaran (Bihar), deux colonnes, l'une surmontée d'un taureau, l'autre d'un lion
- Vaisali (Bihar), un lion, sans inscriptions
- Sankissa, Uttar Pradesh, seulement le chapiteau (un éléphant)
- Lauriya-Nandangarh, Champaran, Bihar, un lion
- Lauriya-Araraj, Champaran, Bihar
- Delhi-Meerut (Arête de Delhi, Delhi) (déplacé de Meerut à Delhi par Firuz Shah Tughluq en 1356
- Delhi-Topra, Feroz Shah Kotla, Delhi (déplacé de Topra à Delhi par Firuz Shah Tughluq
- Prayagraj (Allahabad, Uttar Pradesh) (originellement situé à Kosambi et probablement transféré à Allahabad par Jahângîr)
- Kosambi, pilier toujours en place à Kosambi, mais sans inscription[2].
- Amaravati, Andhra Pradesh (fragment)

au Népal :
- Lumbini
- Nigali Sagar (en)
- Gotihawa

| Piliers d'Ashoka |
| - Sarnath - Sanchi - Rampurva - Vaishali - Sankissa - Lauriya-Nandangarh - Lauriya-Araraj - Delhi-Meerut - Delhi-Topra - Allahabad - Kausambi - Lumbini - Nigali Sagar - Gotihawa - Fragment de pilier avec inscription, Amaravati. |

### Chapiteaux subsistants
Sept chapiteaux subsistent, consistant en cinq chapiteaux à l'effigie de lions, le chapiteau le plus à l'ouest à l'effigie d'un éléphant, et un chapiteau à l'effigie d'un taureau dans le nord du territoire. Ces chapiteaux sont composés d'une base lotiforme, probablement d'inspiration perse, d'un tore torsadé ou non, d'un abaque représentant soit un bandeau floral intégrant des palmettes (taureau de Rampurva, éléphant de Sankissa), soit des oies sauvages hamsa (lions de Rampurva, Lauria-Nandangarh), soit des animaux et des Roues de la Loi (Sarnath). Enfin ils sont surmontés d'animaux (lions, taureau, éléphant) sculptés de façon réaliste.

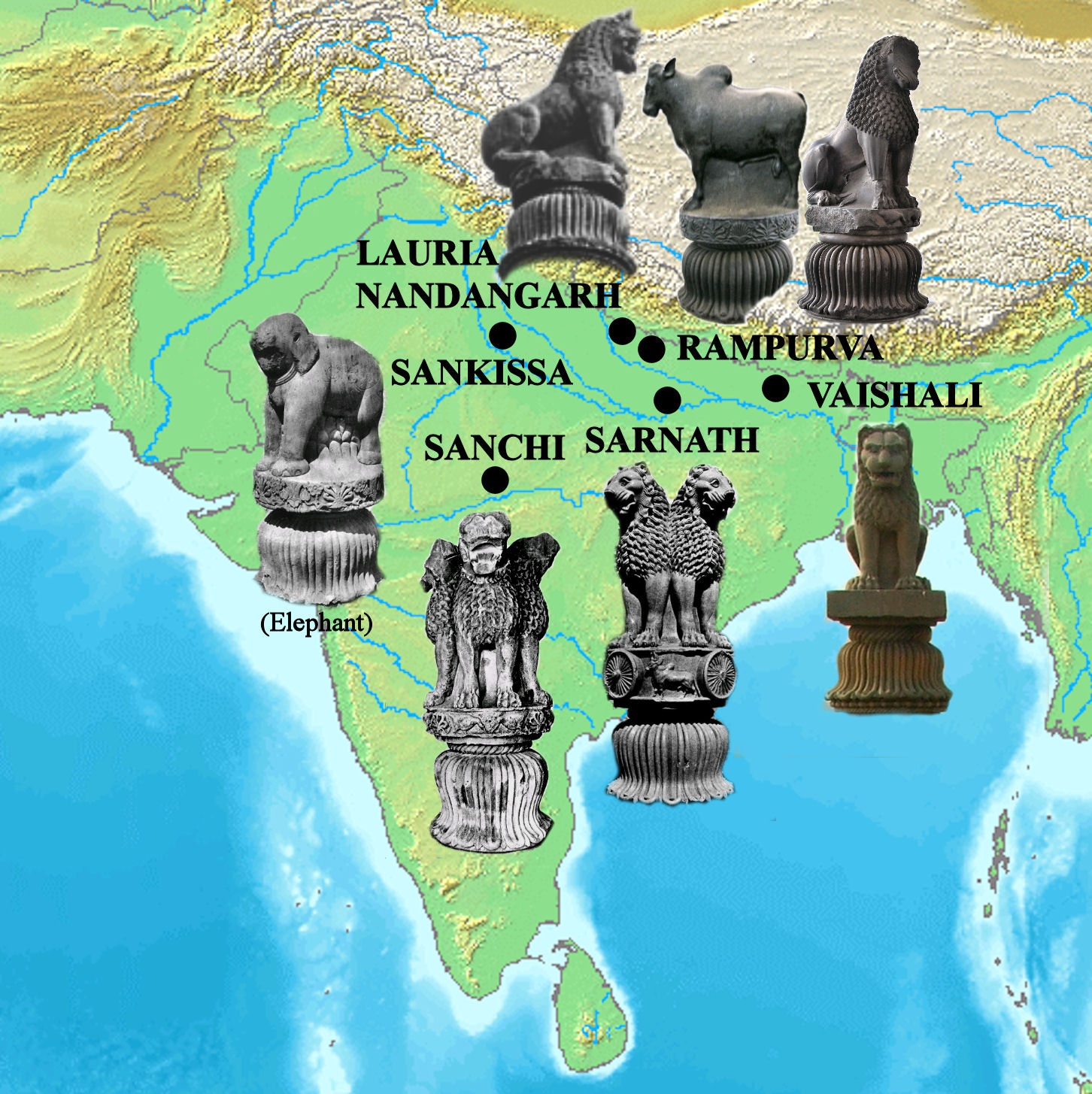
Répartition géographique des chapiteaux d'Ashoka connus.
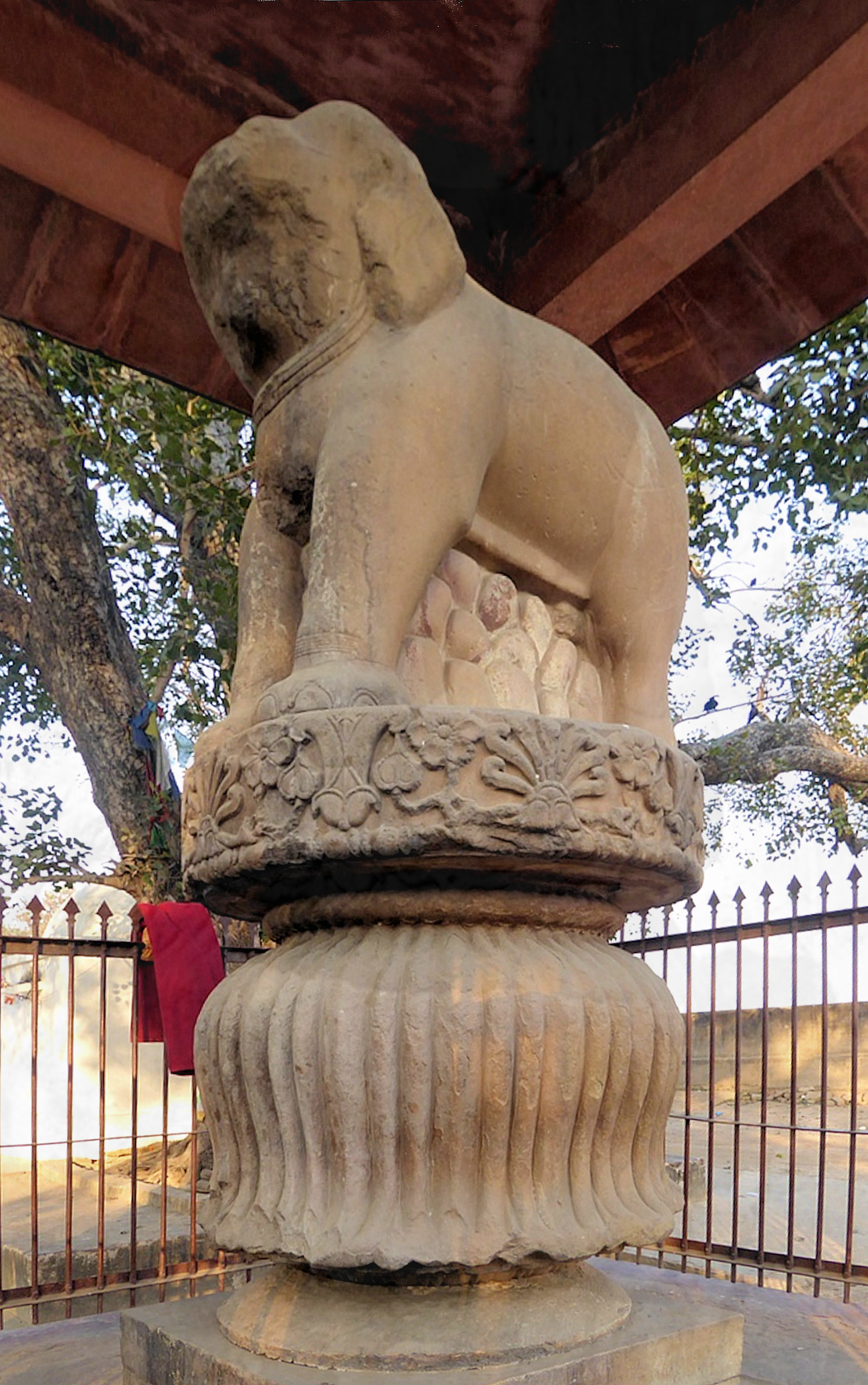
Éléphant de Sankissa
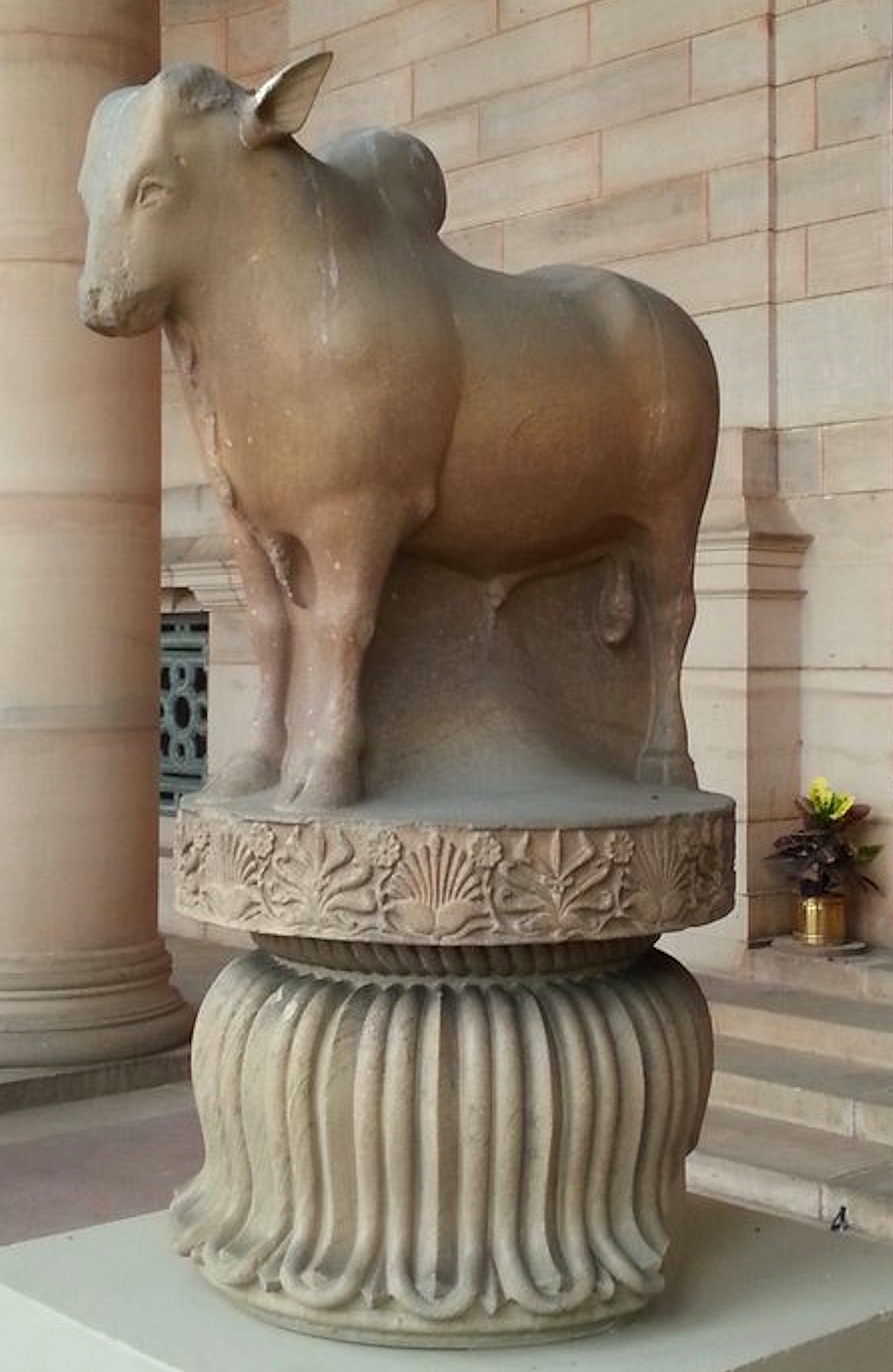
Taureau de Rampurva
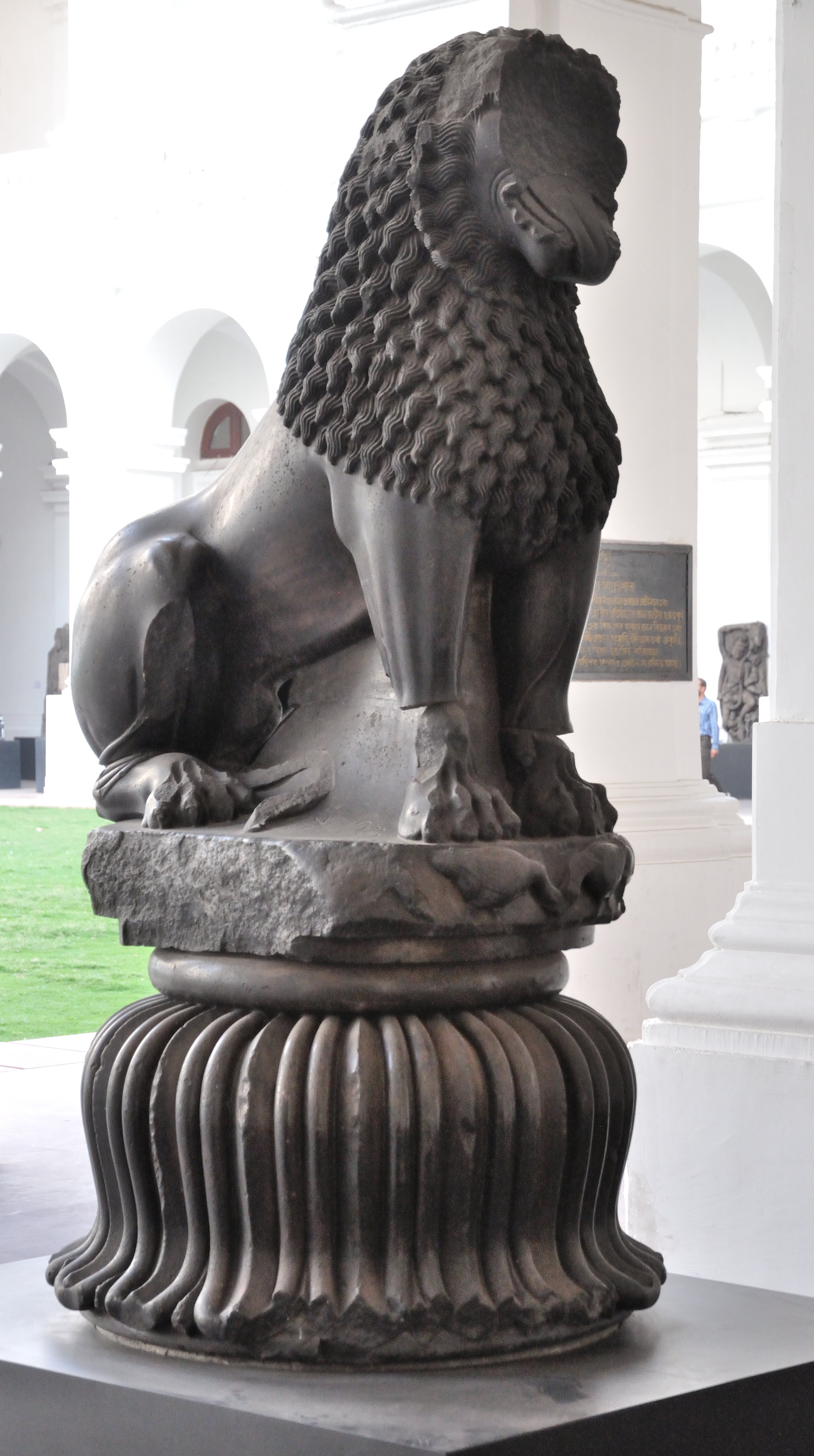
Lion de Rampurva
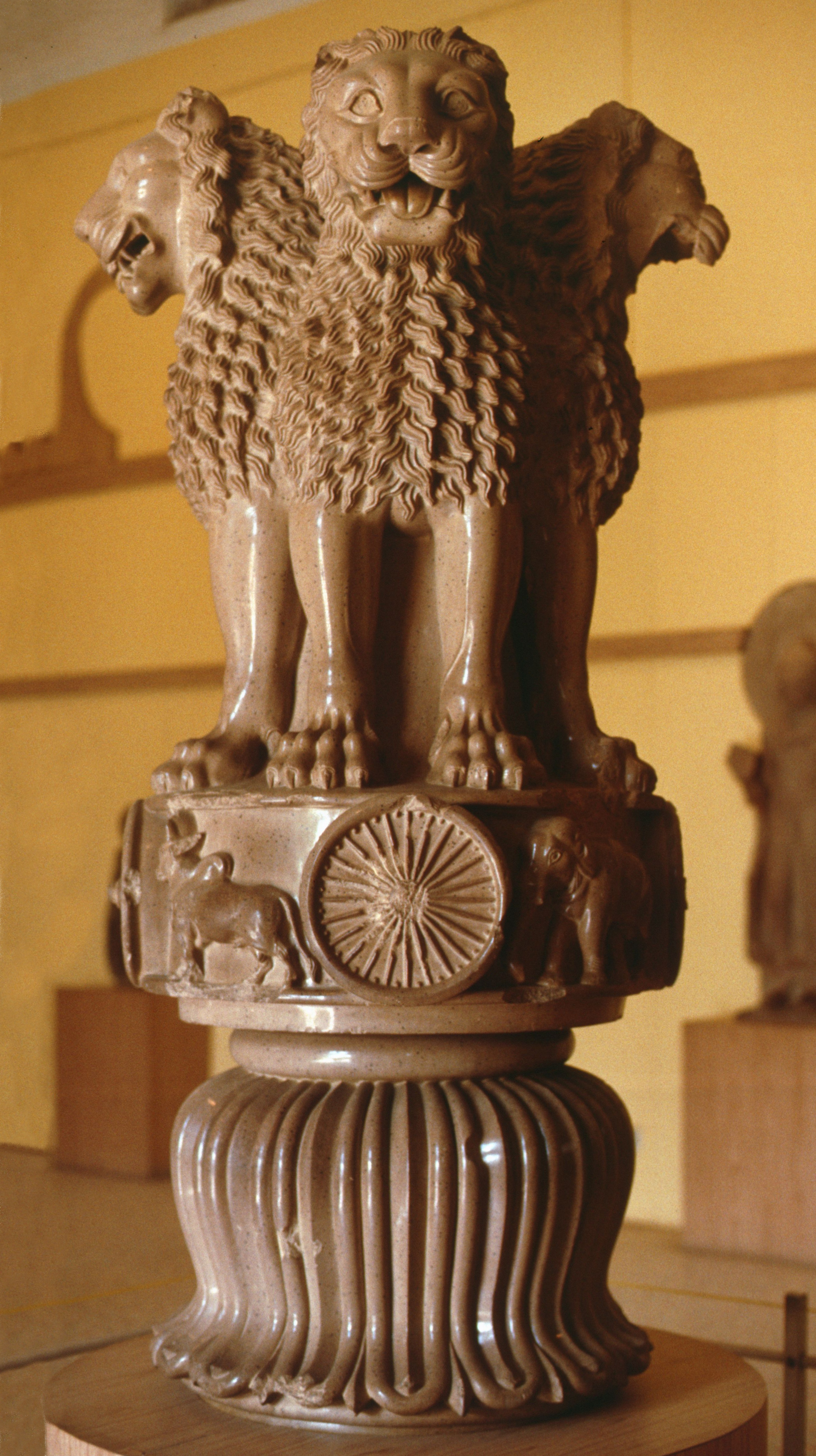
Quatre lions de Sarnath.
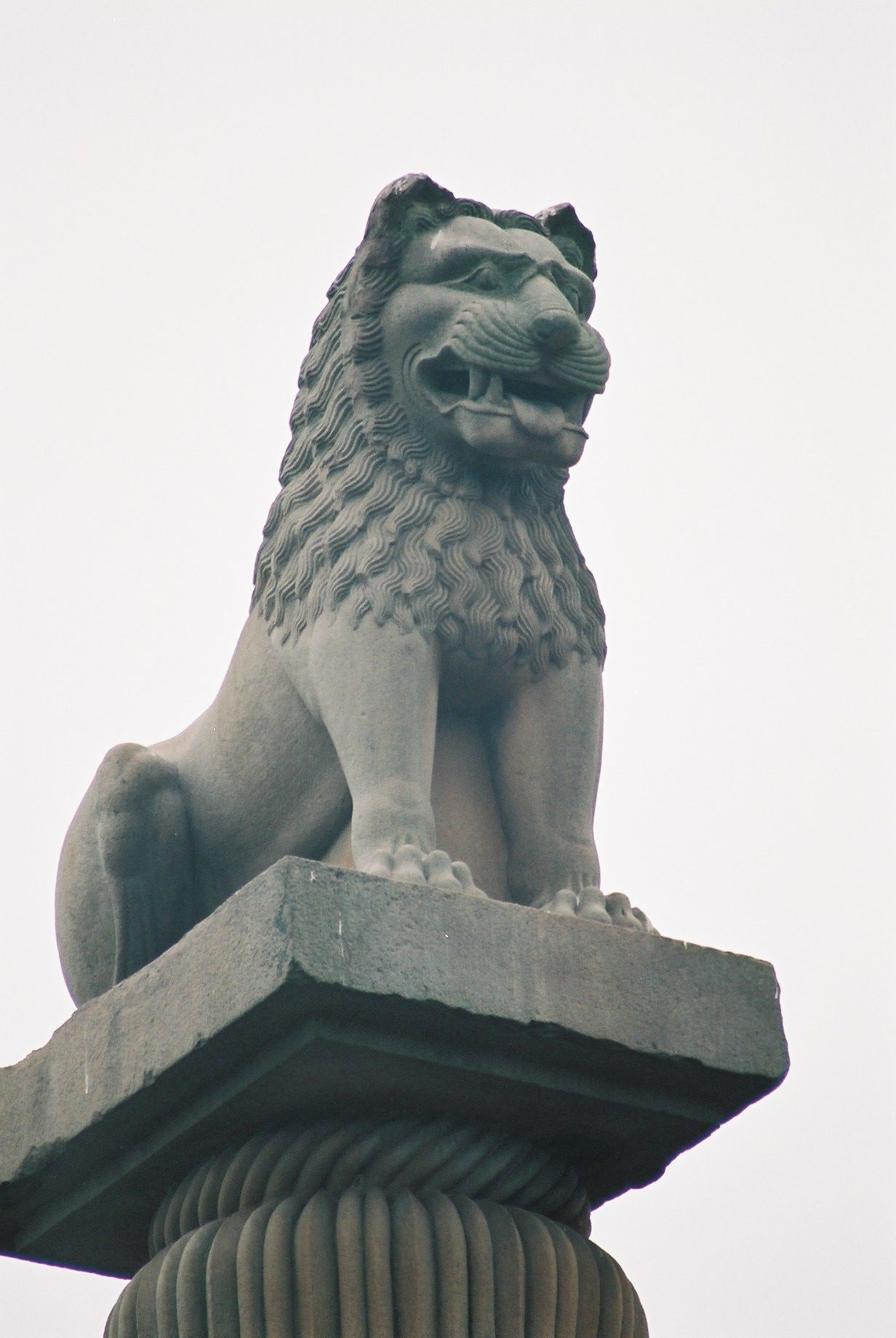
Lion de Vaishali
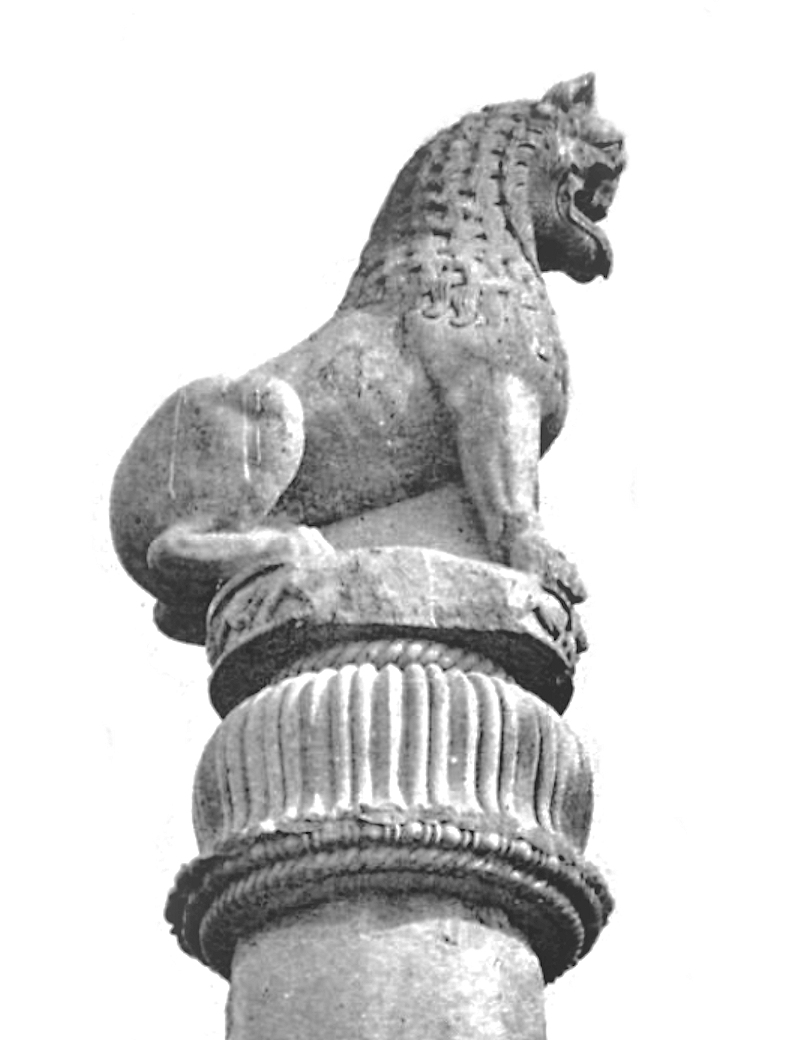
Lion de Lauria-Nandangarh
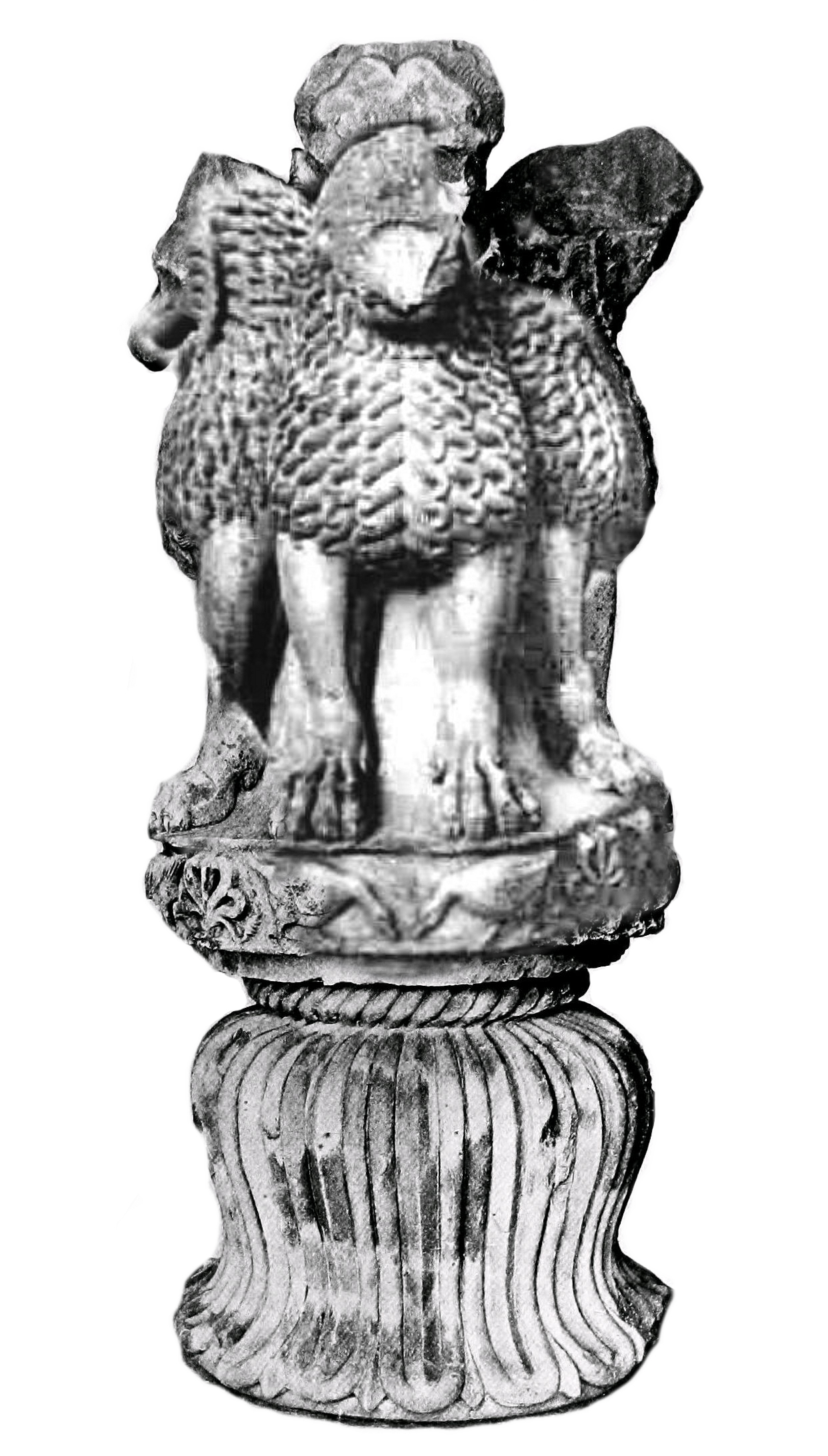
Quatre lions, et peut-être une roue, à Sanchi.
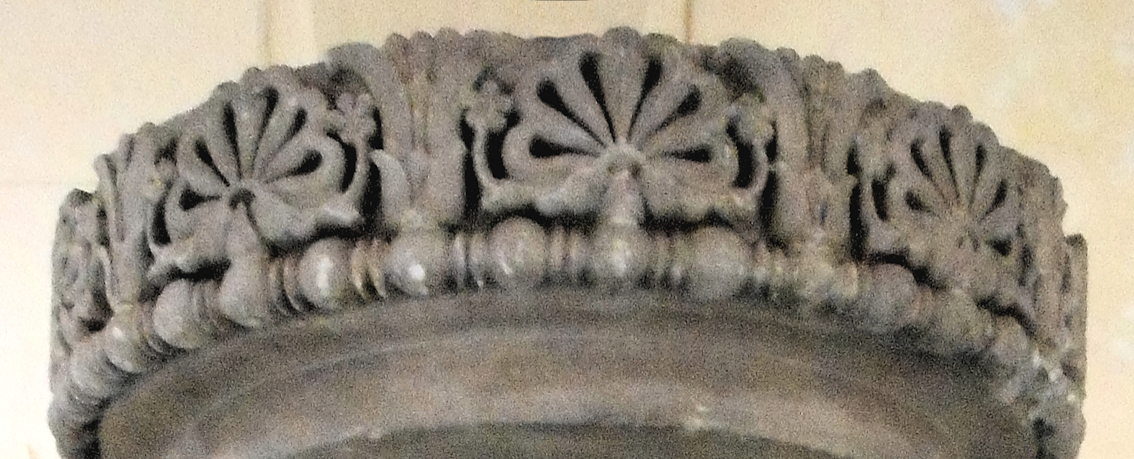
Abaque du chapiteau du pilier d'Allahabad, originellement à Kosambi, avec palmettes et lotus hellénistiques. IIIe siècle av. J.-C.